# Raúl Losánez
Raúl Losánez, 13 de agosto de 1971) es un poeta, dramaturgo y periodista español.

## Biografía
Licenciado en Filosofía y Ciencias de la Educación por la Facultad de Filosofía (Universidad Complutense de Madrid), está vinculado profesionalmente al mundo del periodismo escrito y de la radio, donde ha desempeñado labores de redactor, realizador, creativo y guionista.   
Ha adaptado obras literarias para este medio y es autor de algunas obras originales de teatro-radiofónico. Fue responsable de los programas literarios El rincón de Amarilis y La montaña mágica, así como del programa de teatro Butaca de platea, todos ellos emitidos en Radio Intereconomía. Ha participado, además, como profesor de radio en distintas escuelas y universidades.  
Sus obras teatrales para la radio (género poco conocido en el que se le puede considerar un especialista) han obtenido algunos reconocimientos importantes: fue finalista del "Premio Margarita Xirgú" con El diablo en la posada y ganador del "Premio Cajamadrid" con La quinta de los nogales. Con su primer poemario, El decurso inesperado (Ediciones Vitruvio, 2005), consiguió un notable éxito de crítica y público que trajo consigo una segunda edición en 2006. Su estilo poético bebe de fuentes clásicas y recupera sus formas para dotarlas de una significación cercana e inteligible. En sus páginas encontramos sonetos, romances y un buen número de innovaciones métricas como décimas en dodecasílabos simples, estrofas en endecasílabos y octosílabos... En cuanto al léxico, combina con destreza términos arcaizantes con otros de la vida cotidiana que confieren a la obra una atractiva originalidad. Se trata de un poemario donde conviven pasado y presente, nostalgia e innovación, romanticismo y modernidad; una primera obra, como señala Javier Lostalé en el prólogo, "que no es signo de lo que vendrá, sino que tiene ya su propio horizonte, como lo tiene toda verdadera creación".  
Fue crítico teatral y literario de La Gaceta y en la actualidad es el crítico teatral de La Razón.